# Biserica de lemn Cuvioasa Paraschiva din Valea Largă

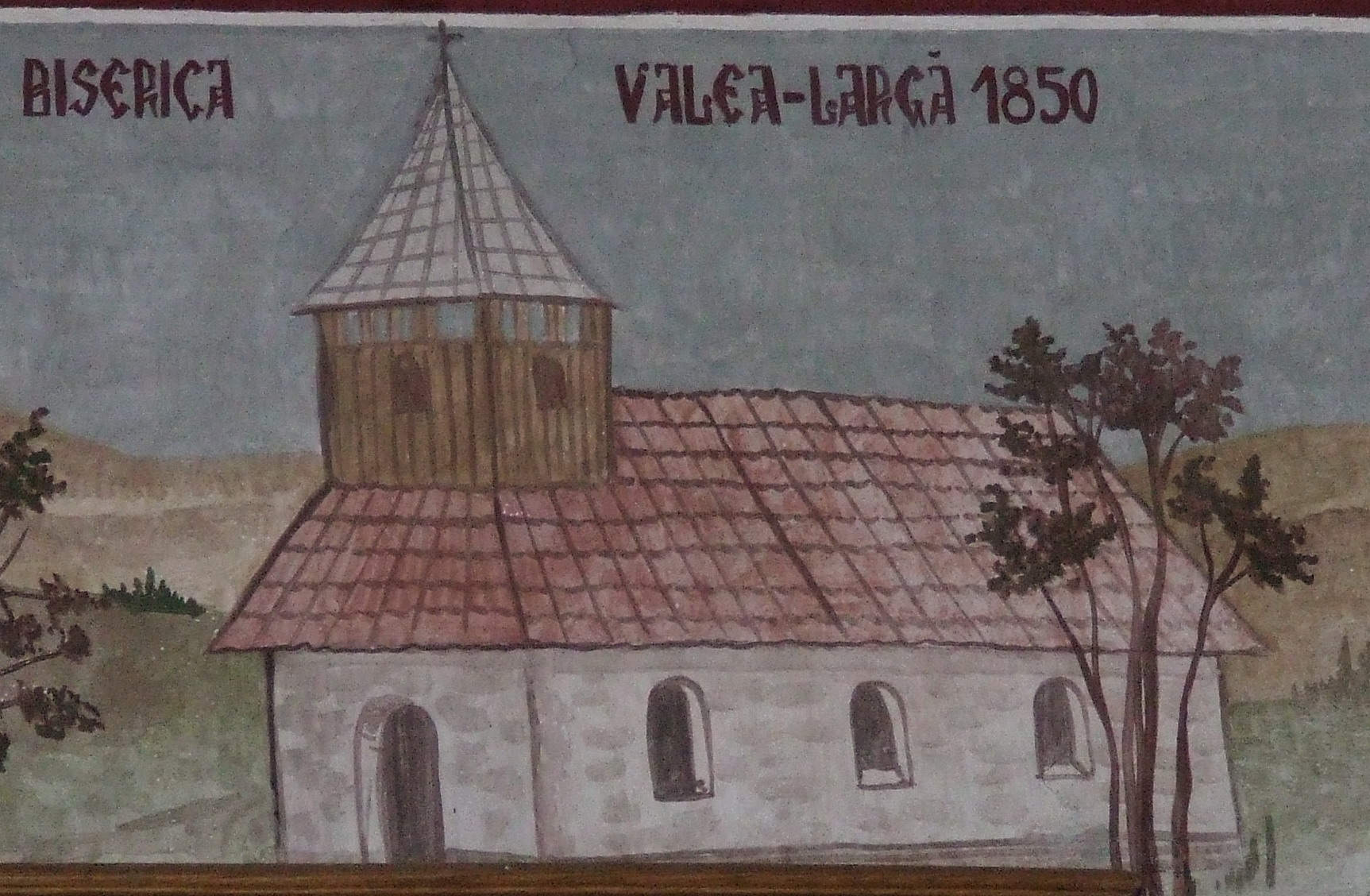
Biserica de lemn din Valea Largă, cu hramul Cuvioasa Paraschiva, surprinsă în pictura noii biserici de zid din Valea Largă, 2009

Biserica de lemn Cuvioasa Paraschiva din Valea Largă se afla în locul în care, mai apoi s-a construit noua biserică de zid din Valea Largă. 